# Ana Patrícia Ramos
Ana Patrícia Silva Ramos (Espinosa, 29 de septiembre de 1997) es una deportista brasileña que compite en voleibol, en la modalidad de playa.
Ganó dos medallas de  en el Campeonato Mundial de Vóley Playa, en los años 2022 y 2023. En los Juegos Panamericanos de 2023 obtuvo una medalla de oro en el torneo femenino.
Participó en los Juegos Olímpicos de Tokio 2020, ocupando el quinto lugar en el torneo femenino.

## Palmarés internacional
| Juegos Olímpicos     | Juegos Olímpicos  | Juegos Olímpicos | Juegos Olímpicos      |
| Año                  | Lugar             | Medalla          | Pareja                |
| -------------------- | ----------------- | ---------------- | --------------------- |
| 2024                 | París (Francia)   | Medalla de oro   | Eduarda Santos Lisboa |
| Campeonato Mundial   |                   |                  |                       |
| Año                  | Lugar             | Medalla          | Pareja                |
| 2022                 | Roma (Italia)     | Medalla de oro   | Eduarda Santos Lisboa |
| 2023                 | Tlaxcala (México) | Medalla de plata | Eduarda Santos Lisboa |
| Juegos Panamericanos |                   |                  |                       |
| Año                  | Lugar             | Medalla          | Pareja                |
| 2023                 | Santiago (Chile)  | Medalla de oro   | Eduarda Santos Lisboa |